# Некрасовка (Сахалінська область)
Некрасовка (рос. Некрасовка) — село у Охінському міському окрузі Сахалінської області Російської Федерації.
Населення становить 895 осіб (2013).

## Історія
Від 1925 року належить до Охінського міського округу Сахалінської області.

## Населення
| 2002 | 2010 | 2013 |
| ---- | ---- | ---- |
| 1156 | ↘940 | ↘895 |